# Agnetina flavescens
Agnetina flavescens és una espècie d'insecte pertanyent a la família dels pèrlids.
Es troba a Nord-amèrica: Alabama, Arkansas, Geòrgia, Illinois, Indiana, Kentucky, Maryland, Minnesota, Missouri, Carolina del Nord, Nova York, Ohio, Oklahoma, Pennsilvània, Carolina del Sud, Tennessee, Virgínia i Virgínia Occidental.